# Ničiji sin
Ničiji sin é um filme de drama croata de 2008 dirigido e escrito por Arsen Anton Ostojić. Foi selecionado como representante da Croácia à edição do Oscar 2009, organizada pela Academia de Artes e Ciências Cinematográficas.

## Elenco
- Alen Liverić
- Mustafa Nadarević
- Biserka Ipša
- Zdenko Jelčić
- Goran Grgić
- Daria Lorenci